# Краусс, Розалинда
Розалинда Краусс (англ. Rosalind E. Krauss, урожд. Эпштейн; род. 30 ноября 1941, Вашингтон, США) — крупнейший американский искусствовед, редактор, критик и теоретик современного искусства. Одна из центральных фигур в области теории фотографии. Доктор, профессор Колумбийского университета, член Американского философского общества (2012).

## Биография
Училась в Колумбийском и Гарвардском университетах. Ученица Клемента Гринберга. Позже находилась под влиянием таких теоретиков, как Ролан Барт (постструктурализм, семиотика), Жак Лакан (структуралистская ревизия фрейдовского анализа), Жорж Батай (постмодернизм), Жак Деррида (деконструктивизм), Жиль Делёз (постмодернизм).
Главный редактор журнала «October», основанного ею в 1975 году совместно с киноведом и культурологом Аннет Майклсон. Критик, куратор, профессор Колумбийского Университета в Нью-Йорке, США, член американской Академии искусств и наук, член научного общества Института Гуманитарных наук в Нью-Йорке. Её работы, среди которых «Железные клеммы: скульптура Дэвида Смита» (1971), «Подлинность авангарда и другие модернистские мифы» (1985), «Фотографическое» (1990), «Оптическое бессознательное» (1993), опубликованы на английском и французском языках. С 1965 года Розалинда Краусс регулярно публикуется как критик и теоретик в журналах «Artforum», «Art International», «Art in America» и др.

## Основные работы
- Terminal Iron Works: The Sculpture of David Smith (1971)
- The Sculpture of David Smith (1977)
- The Originality of the Avant-Garde and Other Modernist Myths (1985)
- Richard Serra: sculpture (1986)
- L’Amour fou: Photography & Surrealism (1986)
- Le Photographique. Paris: Macula, 1990.
- The Optical Unconscious (1993)
- Cindy Sherman, 1975—1993 (1993)
- October: the second decade, 1986—1996 (1997)
- Formless: A User's Guide (with Yve-Alain Bois) (1997)
- The Picasso papers (1998)
- A Voyage on the North Sea: Art in the Age of the Post-Medium Condition (1999)
- Bachelors (2000)
- Formless: A User’s Guide (2000)
- Perpetual Inventory (2010)
- Under Blue Cup (2011)

## Публикации на русском языке
- Краусс, Р. Фотографическая обусловленность сюрреализма // Поэзия и критика. — 1994. — № 1.
- Краусс, Р. Решетки / Пер. Д. Пыркиной // Проект классика. — MMII (2002). — № III.
- Краус, Р. Переизобретение средства / Пер. с англ. А. Гараджи // Синий диван. — 2003. — № 3.
- Краус, Р. Скульптура в расширенном поле  / Пер. с англ. К. Кистяковской // ХЖ, №16 1997.
- Краус, Р. Культурная логика позднекапиталистического музея // ХЖ, №117 2021.
- Краусс, Р. Подлинность авангарда и другие модернистские мифы / Пер. с англ. — М.: Художественный журнал, 2003. — 320 с — (Классика современности). ISBN 5-901116-05-4
- Краусс, Р. Холостяки / Пер. с англ. С. Б. Дубина. — М.: Прогресс-Традиция, 2004. — 144 с — (Гендерная коллекция. Зарубежная классика). ISBN 5-89826-224-5
- Краусс Р. Фотографическое: опыт теории расхождений / Пер. с англ. и фр. А. Шестаков. М.: Ад Маргинем, 2014. ISBN 978-5-91103-191-6